# Ojos azules
 (février 2011).
Si vous disposez d'ouvrages ou d'articles de référence ou si vous connaissez des sites web de qualité traitant du thème abordé ici, merci de compléter l'article en donnant les références utiles à sa vérifiabilité et en les liant à la section « Notes et références ».
L'ojos azules (en espagnol : yeux bleus) est une race de chat originaire des États-Unis. Ce chat est caractérisé par ses yeux de couleur bleue ou impairs, quelle que soit la couleur de la robe.

## Origines
C'est au Nouveau-Mexique que fut découverte en 1980 une petite chatte écaille de tortue du nom de Cornflower. Sa particularité étant qu'elle avait les yeux bleus. Ils sont normalement réservés aux chats blancs et à certaines races colourpoint. C'était du jamais vu.
Pour voir si elle pouvait transmettre ce gène à ses descendants on la maria avec des american Shorthair et à la surprise générale, les chatons avaient les mêmes yeux bleus.
Toutes les combinaisons de robes devenaient alors possibles.
Aujourd'hui cette race est encore très rare. En 1992 on ne comptait qu'une dizaine d'individus. La TICA reconnut la race en 1991 et une association d'éleveurs se créa en 1994. Récemment, on a découvert que des malformations crâniennes pouvaient provenir de la particularité génétique de la race et l'élevage en a été temporairement suspendu.

## Standards
La grande particularité de l'ojos azules vient évidemment de ses yeux. Ils sont presque ronds et les plus grands possible.
Leur couleur est bleu ou bleu-gris le plus foncé possible. Certains chats peuvent également avoir les yeux impairs, dans ce cas l'autre œil est turquoise, cuivre ou jaune.
La fourrure peut être courte ou mi-longue. Elle doit être en tous les cas soyeuse et douce. Toutes les couleurs sont acceptées mais les plus recherchées sont celles qui ne sont normalement pas accompagnées de yeux bleus. La couleur blanche n'est toutefois pas encouragée car il serait alors difficile de différencier un chat blanc d'un ojos azules.

### Sources ou Bibliographie
- (en) Cet article est partiellement ou en totalité issu de l’article de Wikipédia en anglais intitulé « Ojos Azules » (voir la liste des auteurs).